# La edad del amor
 La edad del amor  es una película en blanco y negro de Argentina dirigida por Julio Saraceni sobre el guion de Abel Santa Cruz que se estrenó el 29 de enero de 1954 y que tuvo como protagonistas a Lolita Torres, Alberto Dalbes, Florén Delbene, Domingo Sapelli y Morenita Galé.

## Sinopsis
Los amores frustrados entre una artista y un hombre de clase alta se repiten años después con los hijos de ambos.

## Reparto
- Lolita Torres.....Soledad Reales "La Chispera" / Ana María Rosales
- Alberto Dalbes.....Alberto Méndez Tejada hijo / Alberto Miranda
- Florén Delbene.....Alberto Mendez Tejada padre
- Domingo Sapelli.....Alberto Mendez Tejada abuelo
- Morenita Galé.....Marta Bibí
- Emilia Mas.....Mariana
- Ramón J. Garay..... Sr Mendiondo
- Mario Faig.....Sampietro
- Luis García Bosch.....Capuano
- Julián Pérez Ávila.....Pedro
- Lina Bardo.....Elvira García
- Tomás Alonso.....Valentín Castro Rey
- Monique Bond.....corista
- Thelma Jordán.....corista
- Roberto Bordoni
- Poupée Marcel
- Carmen Giménez.....doña Laura
- Rafael Diserio.....Mucamo de la familia Mendez Tejada
- Juan Verdaguer
- Pepe Armil
- Juan Villarreal.....extra
- Warly Ceriani.....Picavea
- Teresa Blasco.....corista
- Marta González
- Eduardo Laber.....Mozo de café
- René Roxana.....Corista
- Ernesto Villegas.....Agente de seguros

## Comentarios
Manrupe y Portela escriben:

”Una de las tantas películas de la estrella, su partenaire, el director y su escritor, excedida en metraje y canciones.”

En la Unión Soviética, la película doblada al ruso, exceptuando las canciones, se estrenó el 24 de julio de 1955. La llegaron a ver 31,1 millones de espectadores, un éxito de taquilla.